# 1518
1518 (MDXVIII) var ett normalår som började en fredag i den julianska kalendern.

## Händelser

### Juli
- 27 juli – Svenskarna besegrar danskarna i slaget vid Brännkyrka.
- Dansmanin i Strasbourg 1518

### September
- 12 september – Stillestånd sluts mellan Sverige och Danmark i Stockholm.

### Oktober
- Oktober – Danska armén försöker ta sig in i Stockholm, men Sten Sture den yngre bjuder hårdnackat motstånd. Danskarna tvingas börja äta sina hästar, och kung Kristian II av Danmark säger sig vilja komma iland och förhandla, om Sten Sture skickar en gisslan bestående av sina fem viktigaste män, vid Västerhaninge kyrka på Södertörn. Sten Sture den yngre väntar två dagar på att kung Kristian skulle komma i land och förhandla som utlovat. Men när gisslan anlänt seglar kung Kristian till Danmark med gisslan:
  - Olof Ryning.
  - Hemming Gadh.
  - Göran Siggesson (Sparre).
  - Lars Siggesson (Sparre).
  - Bengt Nilsson (Färla).
  - Gustav Eriksson (Vasa) (yngst, vid tillfället 22 år).

### Okänt datum
- Danskarna landstiger på Södermalm och beskjuter Stockholm.
- De tre förstnämnda i ovannämnda gisslan går över till kung Kristian, men de tre sistnämnda vägrar hårdnackat, varpå de skickas till andra fängelser. Gustav skickas till Kalø slott på östra Jylland norr om staden Aarhus. Ägare till slottet är Erik Eriksson (Banér) som är släkt med Gustav.
- Folkmängden i Sverige uppgår till omkring 700.000, i Finland cirka 200.000, till största delen bönder. Fem procent bor i städer, men även av dem är de flesta bönder.
- Den franske ämbetsmannen och vetenskapsmanen Guillaume Budé skriver L'Institution du Prince.
- Bahmanisultanatet faller.[1]

## Födda
- 21 februari – Prins Hans av Danmark, son till Kristian II.
- Tintoretto, italiensk konstnär.

## Avlidna
- 14 maj – Anna Laminit, österrikisk örtläkare och hungerhelgon.
- 27 augusti – Johanna av Neapel, drottning av Neapel.

### Fotnoter
1. ↑  World Statesmen (läst 4 april 2011)